# Contagem
Contagem là một thành phố Brasil. Thành phố này thuộc bang Minas Gerais. Dân số theo điều tra năm 2010 của Viện Địa lý và Thống kê Brasil là 625.393 người. Đây là thành phố đông dân thứ 28 của Brasil.